# Enquete-Kommission Wohnungswirtschaftlicher Wandel und neue Finanzinvestoren
Die Enquete-Kommission Wohnungswirtschaftlicher Wandel und neue Finanzinvestoren ist eine vom nordrhein-westfälischen Landtags ins Leben gerufene Einrichtung zur Beobachtung und Untersuchung von Problemlagen in den Wohnungsbeständen und Stadtquartieren. Sie konstituierte sich erstmals am 1. Februar 2011. Nachdem der 15. Landtag im März 2012 aufgelöst worden war, wurde die Enquete-Kommission in der 16. Legislaturperiode auf Antrag der Fraktionen von SPD, Grünen und Piraten erneut eingesetzt.

## Aufgaben
Aufgabe der Enquete-Kommission ist es, die Problemlagen in den Wohnungsbeständen und Stadtquartieren zu untersuchen, welche sich im Zusammenhang mit den Veränderungen am Wohnungsmarkt, insbesondere durch das Engagement internationaler Finanzinvestoren, ergeben haben. Darüber hinaus sollen Handlungsempfehlungen für die Landesregierung erarbeiten werden, wie mit den Mitteln der Wohnungswirtschaft und der Wohnungsaufsicht der Verelendung von Stadtteilen sowie dem „Schrottimmobilienproblem“ entgegengewirkt werden kann.

## Neue Finanzinvestoren in der Wohnungswirtschaft
Seit Ende der 1990er Jahre hat das Interesse internationaler Finanzinvestoren für deutsche Wohnbaugesellschaften zugenommen. Mittlerweile sind große Wohnungsbestände von öffentlichen und privaten Wohnbaugesellschaften in den Besitz internationaler Investmentfonds übergegangen. Deren Geschäftsmodelle unterscheiden sich teilweise erheblich von dem vormals üblichen substanzorientierten Wertschöpfungsmustern. Häufig werden durch die neuen Eigentümer, polemisch manchmal als „Heuschrecken“ bezeichnet, die Mieten so weit wie möglich erhöht und die Instandhaltungskosten sowie die Verwaltungskosten für die Wohnungen drastisch gesenkt. Zudem wird über eine Höherbewertung des Wohnungsbestands versucht, möglichst viel Kredit zu schöpfen, um mit möglichst wenig Eigenkapital wirtschaften zu können und dementsprechend die Eigenkapitalrendite zu maximieren. Einige der neuen Investoren ziehen zusätzlichen Profit aus der Mieter- bzw. Einzelprivatisierung. Hierbei werden einzelne Wohnungen in Eigentumswohnungen umgewandelt und zu einem Preis deutlich über dem Einkaufspreis verkauft.
Mit diesen Methoden erzielen einige der Finanzinvestoren Renditen von bis zu 25 % auf das eingesetzte Kapital. Dies ist allerdings nur für kurze Zeit möglich. Das Engagement der meisten Private-Equity-Finanzinvestoren ist daher auf einen Zeitraum von maximal 5–10 Jahren beschränkt, oft werden die Wohnbaugesellschaften als Ganzes oder teilweise, auch innerhalb weniger Monate wieder weiterverkauft.
Zu den größten Wohnbaugesellschaften Deutschlands im Besitz von Private-Equity-Fonds gehören die Deutsche Annington mit ca. 217.000 Wohnungen, die GAGFAH mit ca. 165.000 Wohnungen und die LEG mit ca. 100.000 Wohnungen.

## Auswirkungen auf Wohnungsbestände und Stadtentwicklung
Die beschriebenen Geschäftspraktiken der Private-Equity-Wohnbaugesellschaften führen nach Ansicht der Kommission zu einem Anstieg der Mieten. Gleichzeitig verschlechtere sich über längere Zeiträume hinweg der Zustand der Siedlungen und Häuser durch zu niedrige Instandhaltungsaufwendungen. Dies führe dazu, dass Siedlungen und Stadtteile, die ohnehin nicht zu den bevorzugten Wohnlagen gehören, weiter in den Abwärtsstrudel gezogen würden. Die sogenannten „Schrottimmobilien“, die sich am Ende der Verwertungskette nicht mehr verkaufen oder vermieten lassen, könnten zu einem Wertverlust angrenzender Wohnareale führen und so zu einem Gettoisierungsprozess beitragen. In Wohngegenden mit eher angespannten Wohnungsmärkten wird der Wohnraum durch Einzelprivatisierungen und „Gentrifizierung“ deutlich verteuert, so dass es einen Mangel an günstigem Wohnraum gibt. Insgesamt kann davon ausgegangen werden, dass die Übernahme von Wohnbaugesellschaften durch Private-Equity-Fonds den allgemein vorherrschenden Trend zur sozialen Spaltung der Städte weiter verstärkt.

## Ziele der Enquete-Kommission
Die skizzierten Probleme sollen eingehend untersucht und Möglichkeiten aufgezeigt werden, wie mit den Mitteln der Wohnungswirtschaft und der Wohnungsaufsicht den Problemen entgegengewirkt werden kann. Zudem soll ein Katalog mit Mindestanforderungen an die Wohnungswirtschaft erstellt werden. Dafür soll eine räumliche Überprüfung der betroffenen Mieter vorgenommen werden. Das Vorgehen der Wohnungsaufsicht und deren Handlungsspielräume sollen untersucht werden. Die verschiedenen Strategien der Kommunen sowie deren Handlungsspielräume im Umgang mit Finanzinvestoren und Schrottimmobilien werden untersucht. Die Rolle der Wohnungswirtschaft und Möglichkeiten einer Regulierung werden geprüft. Zudem soll die Beeinträchtigung des Mieterschutzes durch Mehrfachverkäufe und eine eventuelle Subventionierung von Private Equity Wohnbau Unternehmen durch die SGB 2 Gesetzgebung untersucht werden.